# Rule of law
De Rule of law is onderdeel van de rechtsstaat en houdt in dat ook een overheid zich aan de wet moet houden.
Dit veruiterlijkt zich in de Latijnse spreuk patere legem quam ipse fecisti, wat betekent dat men zich moet houden aan de wet die men zelf heeft gemaakt.

## Economische definitie
De economische definitie van de Rule of law luidt: "Een staatsvorm die het recht als hoogste gezag handhaaft. Deze vorm van een rechtsstaat staat tegenover een politiestaat of machtsstaat."

## Juridische definitie
Binnen de rechtspraak luidt de definitie van de Rule of law: "Een aan het recht ontleend voorschrift voor menselijk gedrag."